# Języki kwa
     Języki bantu
     Języki kwa
     Języki kru
     Języki senufo
     Języki benue-kongijskie (grupa zachodnia)
     Języki woltyjskie
     Języki adamawa-ubangi
     Języki mande
     Języki atlantyckie

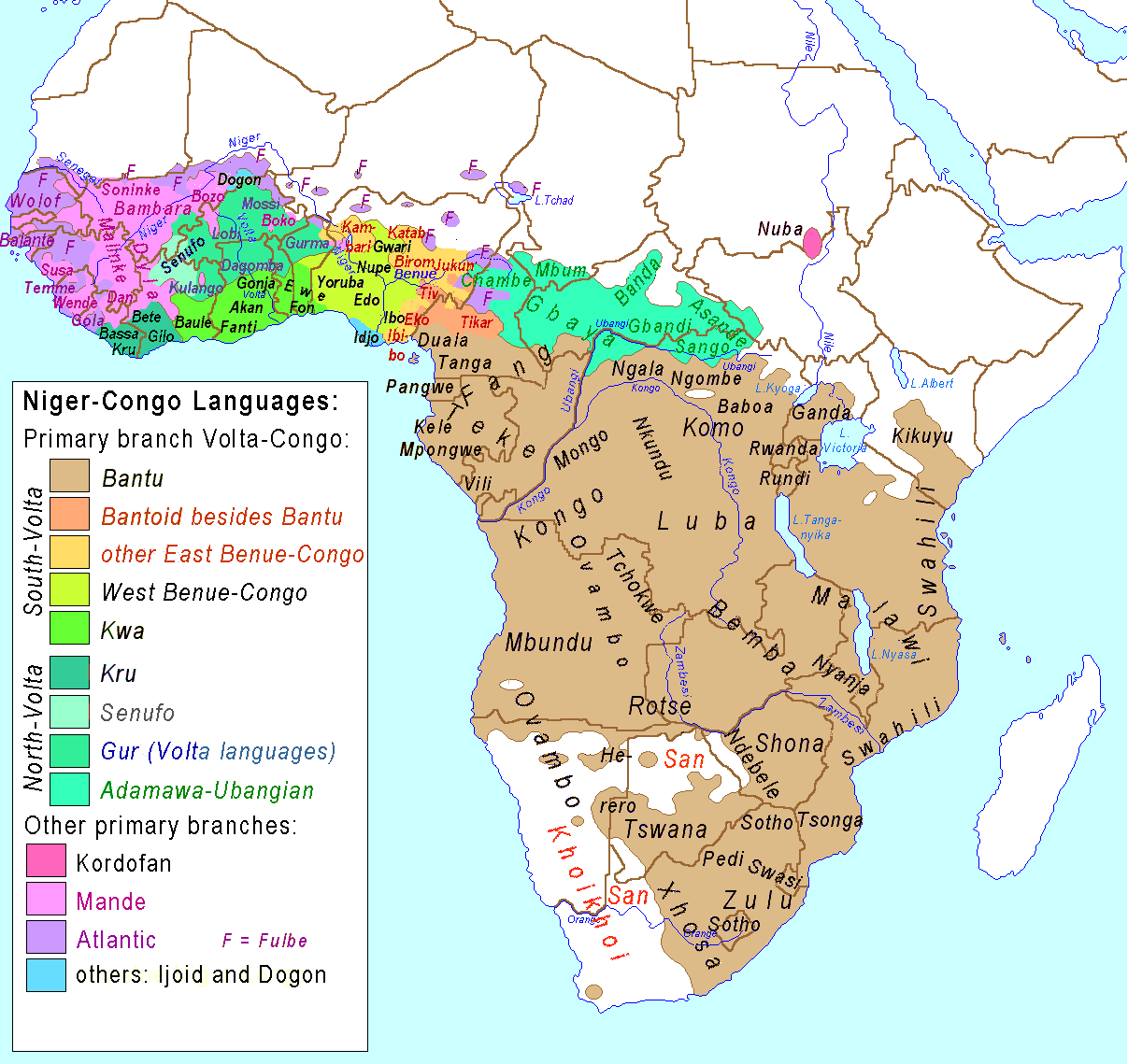
Mapa języków nigero-kongijskich:
Języki bantu
Języki kwa
Języki kru
Języki senufo
Języki benue-kongijskie (grupa zachodnia)
Języki woltyjskie
Języki adamawa-ubangi
Języki mande
Języki atlantyckie

Języki kwa – podgrupa języków nigero-kongijskich, według klasyfikacji Josepha Greenberga stanowiąca w niej osobną rodzinę, niektórzy językoznawcy włączają jednak języki kwa do wolta-kongijskich w grupie atlantycko-kongijskiej.
Grupa kwa obejmuje 73 języki używane na wybrzeżach Zatoki Gwinejskiej, od południowo-zachodniej części Wybrzeża Kości Słoniowej aż po południowo-wschodnie krańce Nigerii.
Języki tej grupy odznaczają się dużą tonalnością i mają rdzenie jedno- i dwusylabowe.
John Stewart wyróżnia następujące grupy języków kwa:
- potu-tano (w tym guang i akan)
- ga-dangme
- na-togo
- ka-togo
- gbe
- ewe
- twi